# Ernest Normand

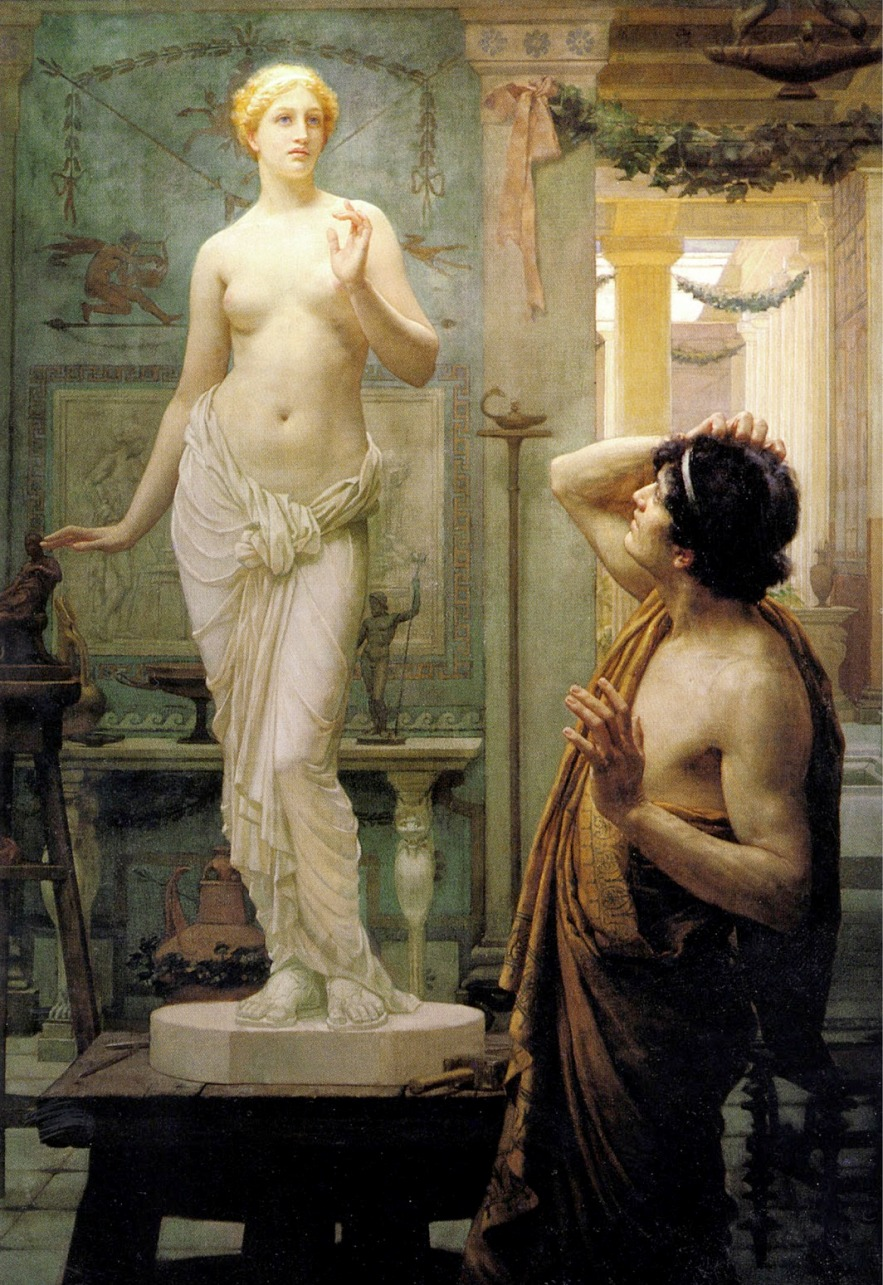
Pintura de Ernest Normand: Pygmalion and Galatea (1886).

Ernest Normand (1859-1923) foi um pintor orientalista da Inglaterra vitoriana. Destacou-se pelas suas pinturas históricas, mas também pintava retratos. Em 1884 casou com a também pintora Henrietta Rae (1859-1928).
Os Normands estavam situaram em Londres desde 1885, onde Ernest tinha seu estúdio e recebia apoio do círculo em torno de Lord Leighton. Eles viviam em Holland Park, uma área conhecida como residência de muitos outros artistas da época. Visitantes frequentes em sua casa incluíam Leighton, Millais, Prinsep e Watts. Esses artistas mais experientes adotaram os Normands, mas suas críticas nem sempre eram bem-vindas. Em suas memórias, Henrietta descreveu as atitudes autoritárias e a conduta de alguns dos artistas mais experientes.